# Isla de la Vaca (comuna)
Isla de la Vaca (en francés Île-à-Vache y en criollo haitiano Lilavach) es una comuna de Haití que está situada en el distrito de Los Cayos, del departamento de Sur.

## Secciones
Está formado por la sección de:
- Isla de la Vaca (que abarca la villa de Isla de la Vaca)

## Demografía
| Gráfica de evolución demográfica de Isla de la Vaca entre 2009 y 2015 |
|                                                                       |

Los datos demográficos contemplados en este gráfico de la comuna de Isla de la Vaca son estimaciones que se han cogido de 2009 a 2015 de la página del Instituto Haitiano de Estadística e Informática (IHSI). 